# Przylądek Sata
Przylądek Sata (jap. 佐多岬 Sata-misaki) – przylądek znajdujący się na południowym krańcu półwyspu Ōsumi, na wyspie Kiusiu w Japonii. Jest wysuniętym najdalej na południe punktem tej wyspy (nieco na południe od 31 stopnia szerokości geograficznej północnej).
Na przylądku Sata znajduje się latarnia morska, oddana do użytku w 1871 roku według projektu szkockiego inżyniera, Richarda Henry'ego Bruntona (1841–1901), "ojca japońskich latarni morskich".
Książka The Roads to Sata: A 2000-Mile Walk Through Japan, napisana przez Alana Bootha (1946–1993) i wydana w 1985 roku, opisuje pieszą podróż autora bocznymi drogami przez całą Japonię, od przylądka Sōya na północy wyspy Hokkaido, na południe do przylądka Sata.